# Constantin Gravier de Vergennes
Constantin Gravier de Vergennes (1761−1829) francuski dyplomata. Jego ojcem był również dyplomata Charles Gravier de Vergennes (1717−1787).
Urodzony w Konstantynopolu, gdy jego ojciec był tam ambasadorem. Constantin Gravier de Vergennes szedł jednocześnie drogą kariery wojskowego i kariery dyplomatycznej. W 1782 roku towarzyszył ambasadorowi Josephowi de Rayneval do Londynu. Wiosną 1787 uczyniony francuskim ministrem pełnomocnym w Koblencji. W latach 1789−1791 był posłem w Trewirze.